# Bunt Regimentu Froberga
Bunt Regimentu Froberga był to bunt żołnierzy pułku Froberga, który miał miejsce pomiędzy 4 a 12 kwietnia 1807 w forcie Ricasoli na Malcie, wówczas pod brytyjskim protektoratem. Regiment został sformowany przy użyciu podejrzanych metod, z rekrutami spośród różnych narodowości w Albanii i Imperium Osmańskim. Żołnierze, przybyli na Maltę w roku 1806, nie byli zadowoleni ze swoich stopni wojskowych oraz płacy. Bunt trwał osiem dni, podczas których kilka osób zginęło, a fort został uszkodzony. Rewolta została stłumiona, a jej przywódcy straceni. Bunt ten uważany jest za najpoważniejszy podczas wojen napoleońskich.

## Tło historyczne
Regiment Froberga został utworzony w grudniu 1803 roku przez francuskiego rojalistę Gustave de Montjoie, który twierdził, że jest niemieckim hrabią Froberg. Dostał on zgodę Sekretarza Wojny na rekrutowanie żołnierzy do służby na Malcie, co robił w Albanii oraz w chrześcijańskich krajach Imperium Osmańskiego. Regiment składał się z mężczyzn różnych narodowości, w tym Niemców, Polaków, Szwajcarów, Albańczyków, Bułgarów, Greków i Rosjan. Metody rekrutacji Froberga były dość problematyczne: na podstawie Travels Through Some Parts of Germany, Poland, Moldavia and Turkey (1813) Adama Neale „the most unprincipled deceit and falsehood were employed to obtain recruits” (aby zdobyć rekruta, stosowano najbardziej bezczelne i wyrafinowane kłamstwa i oszustwa).
513 rekrutów przybyło na Maltę w 1806 roku. Regiment był dowodzony przez majora Schumelketela i porucznika Schwartza, z których ten drugi nadzorował podejrzany proces rekrutacji. Wkrótce po przybyciu, niektórzy z mężczyzn zaczęli wnosić skargi: obiecano im wysokie szarże z dobrą płacą, lecz zostali zmuszeni do pracy jako zwykli żołnierze z niskim uposażeniem. Kiedy zostali odseparowani w Lazzaretto na wyspie Manoela, zażądali, aby odesłać ich z powrotem na Korfu. Po tym, jak Schwartz zagroził, że wstrzyma im racje żywnościowe, wycofali swoje żądania. Jednak groźba ta wywołała nowe niezadowolenie.
Po zwolnieniu z kwarantanny żołnierzom pozwolono na odwiedzenie stołecznego miasta Valletta, gdzie pokłócili się między sobą oraz z miejscowymi. Aby zapobiec rozruchom, dowódca brytyjskich sił na Malcie, William Villettes, skoszarował ich w forcie Ricasoli, olbrzymiej fortyfikacji u wejścia do Grand Harbour. W listopadzie 1806 roku, Villettes mianował Lieutenant-Colonela Jamesa Barnesa na dowódcę pułku, lecz to tylko wzmogło oburzenie rekrutów.

## Bunt

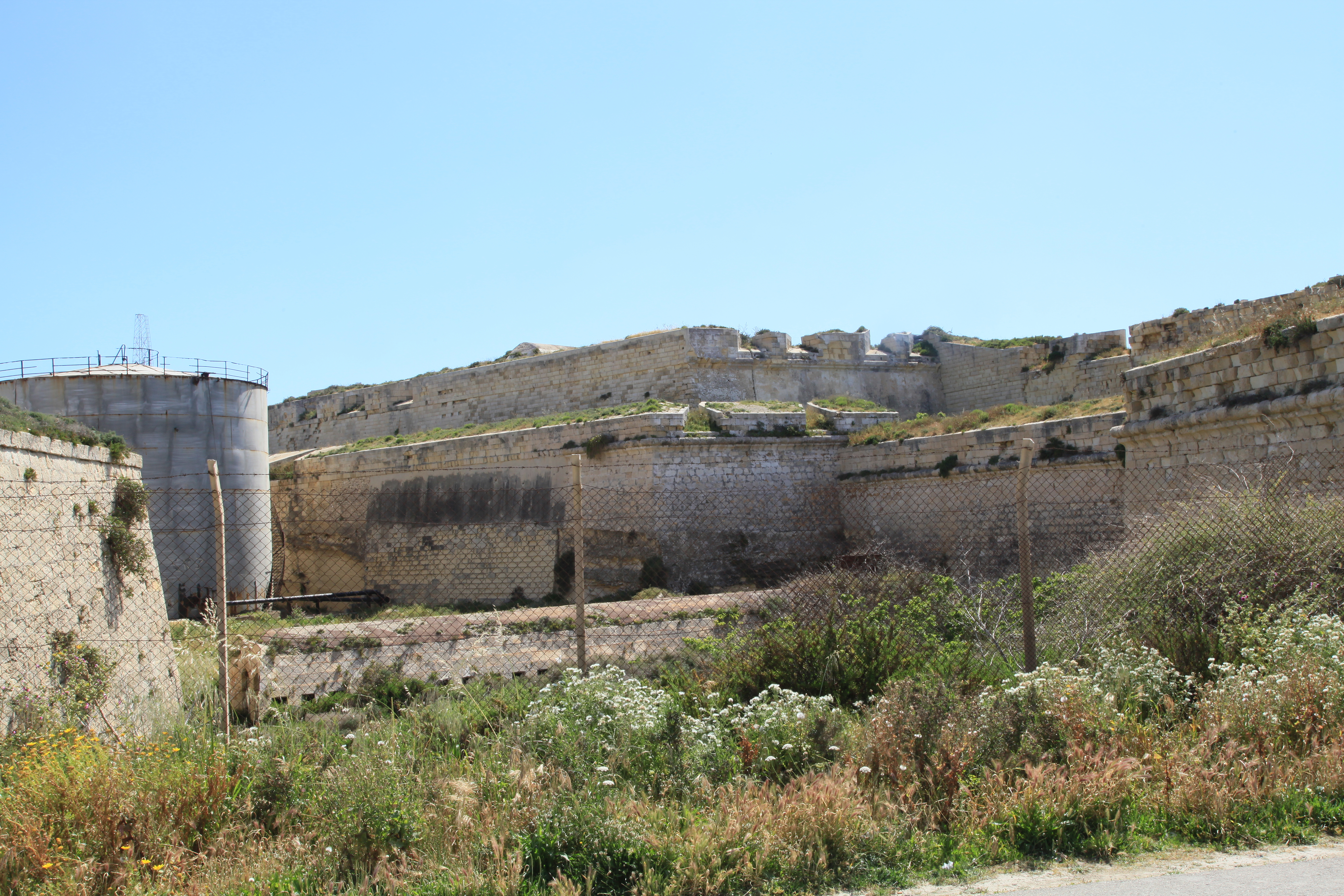
Fort Ricasoli – umocnienia od strony lądu

Bunt wybuchł 4 kwietnia 1807, kiedy Lieutenant-Colonel Barnes był w Valletcie. Zaangażowanych było około 200 Albańczyków i Greków, którzy zabili porucznika Schwartza, kapitana De Wattville, kanoniera Johna Johnstone'a oraz kilku szeregowców. Zranili również majora Schumelketela i trzech innych oficerów. Usunęli z masztu flagę brytyjską i zastąpili ją flagą Floty Rosyjskiej (niebieski Krzyż św. Andrzeja na białym tle), zamknęli bramy fortu i podnieśli most zwodzony. Buntownicy wzięli oficerów regimentu oraz ich rodziny jako zakładników, i zmusili około 20 brytyjskich artylerzystów, aby skierowali fortowe działa na Vallettę.
Kilku mężczyzn, którym udało się uciec z fortu, zawiadomiło Brytyjczyków o buncie. Royal Regiment of Malta oraz 39. Pułk Pieszy Dorsetshire zajęły pozycje na glacis (stoku obronnym) fortu, a działa w forcie Saint Elmo oraz Saint Angelo zostały wycelowane w Ricasoli. W przesłanej wiadomości buntownicy zażądali odesłania ich do domów z pieniędzmi oraz przeprosin Villettesa. Grozili, że otworzą ogień na Vallettę. Villettes odmówił ich żądaniom i rozkazał poddać się.
Na drugi dzień więcej dział wycelowano w Ricasoli, lecz nie podjęto innej akcji, gdyż Villettes zamierzał oblegać buntowników i zmusić ich głodem do poddania się. W drugiej wiadomości buntownicy zażądali jedzenia, grożąc ostrzelaniem Valletty, lecz ich żądania znów zostały zignorowane.
Na trzeci dzień buntownicy wysłali jednego z zakładników, oficera, z wiadomością od nich, którą ponownie zignorowano. Oficer opisał władzom brytyjskim warunki panujące w forcie, lecz musiał wrócić, gdyż przetrzymywano jego żonę. Krótko po tym rebelianci zaczęli walczyć między sobą, część z nich, chcąca się poddać wywiesiła białą flagę, pozostali ją usunęli. Widząc te nieporozumienia między buntownikami, Villettes wysłał do nich delegację, aby rozpocząć negocjacje, lecz ci odmówili poddania się.
8 kwietnia, w piąty dzień buntu, rodziny oficerów-zakładników zostały zwolnione, gdyż buntownikom zaczęło brakować jedzenia. Wysłali oni ultimatum, grożąc wysadzeniem fortu, jeśli nie otrzymają żywności. Gdy termin minął, wysłali następne, zapowiadając zabicie wszystkich pozostałych zakładników. W międzyczasie coraz częściej dochodziło do walk pomiędzy rebeliantami. Grupa Polaków i Niemców zdołała otworzyć główną bramę fortu. W czasie, gdy większość buntowników opuściła go i poddała się, grupa około dwudziestu pozostała wewnątrz, zamykając ponownie bramę.
10 kwietnia pozostali buntownicy ostrzelali Vallettę, nie raniąc nikogo. Wtedy Villettes zarządził szturm na fort. Grupa 40 żołnierzy pod dowództwem porucznika de Clermont, który był z regimentu Froberga, wspięła się na mury i, nie tracąc ani jednego żołnierza, opanowała fort. Fort upadł, lecz grupa sześciu rebeliantów schroniła się w magazynie prochu, grożąc wysadzeniem go w powietrze. Po dwóch dniach wysadzili oni 600 baryłek prochu, zabijając trzech brytyjskich strażników. Korzystając z ogólnego zamieszania, zbiegli.

## Następstwa buntu

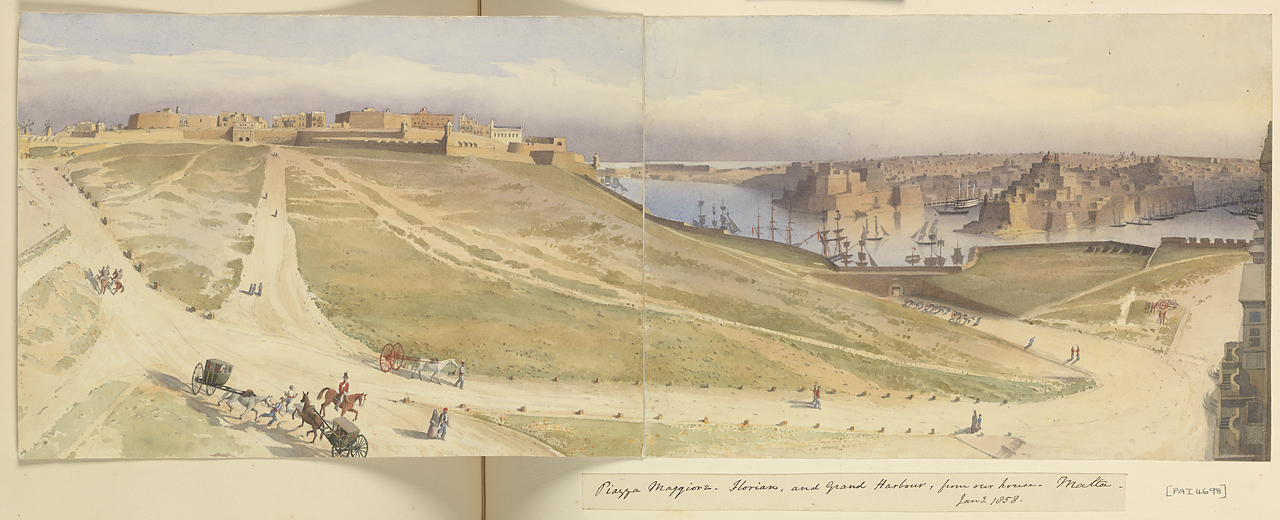
Pole parad wojskowych we Florianie, gdzie stracono przywódców buntu.

Rebelianci, którzy zbiegli po wysadzeniu magazynu, zostali złapani po kilku dniach. Villettes zarządził proces przywódców buntu: 24 lub 25 zostało uznanych winnymi i skazano ich na śmierć.
Egzekucja miała miejsce na polu parad wojskowych we Florianie, w obecności pozostałych żołnierzy regimentu Froberga, wtedy uwięzionych. Pierwszych piętnastu buntowników zostało podzielonych na trzy grupy po pięciu: każda grupa była wieszana przez następną. Ostatnia grupa nie została powieszona, lecz rozstrzelana przez pluton egzekucyjny wraz z pozostałymi buntownikami. Kilku z nich nie zginęło natychmiast i próbowało uciekać, i chociaż większość została złapana i zastrzelona, dwóch uciekło i zabiło się skacząc z murów bastionu.
Między 20 a 22 kwietnia utworzono komisję śledczą, której dochodzenie odkryło podejrzane metody rekrutacji do regimentu. Jej rozkazem został on rozwiązany w czerwcu 1807. Około 350 mężczyzn zostało odesłanych na Bałkany, pozostali, chcący pozostać na służbie brytyjskiej, zostali rozlokowani w regimentach De Roll, Chasseurs Britanniques i De Watteville.
Hrabia Froberg (Gustave de Montjoie), fundator regimentu, przebywał w rosyjskiej kwaterze głównej w Konstantynopolu, kiedy doszła go wieść o buncie. Opuścił miasto, wiedząc, że jego podejrzane metody rekrutacji zostały odkryte. Został jednak złapany przez Kozaków i, broniąc się, „posiekany na kawałki” (A. Neale).
Fort został znacznie uszkodzony; oprócz magazynu prochu, większa część półbastionu św. Dominika została zburzona. Zniszczony półbastion nigdy nie został odbudowany, lecz odbudowa pozostałych zniszczonych części fortu kosztowała ponad £4523. Fort został ponownie mocno uszkodzony w czasie II wojny światowej, i dzisiaj jest w stanie podupadłym, w dodatku niszczony jest przez erozję brzegową.

## W pop-kulturze
- Bunt Regimentu Froberga posłużył jako tło książki Joe Scicluny Ricasoli Soldier (2013)[9].